# Top Teams Cup 2004-2005 (femminile)
La Top Teams Cup di pallavolo femminile 2004-2005 è stata la 26ª edizione del secondo torneo pallavolistico europeo per club; iniziata a partire dal 22 ottobre 2004, si è conclusa con la final-four di Torino, in Italia, il 13 marzo 2005. Alla competizione hanno partecipato 40 squadre e la vittoria finale è andata per la prima volta alla Pallavolo Chieri.

## Squadre partecipanti
| - Anorthōsīs - Panellīnios - Știința Bacău - Slávia Bratislava - Gwardia Wrocław - Královo Pole - Rapid Bucarest - Chieri - Eczacıbaşı - Vanajan | - Holte - Asteríx Kieldrecht - Klagenfurt - Köniz - Bayer Leverkusen - Longa'59 - AEL Limassol - Vital - Madeira - Minčanka | - Dinamo Moskovskaja - HIT Nova Gorica - Nyíregyháza - DHG Odense - Dženestra - Pollux - Örebro - 80 Pétange - Imzit Sarajevo - Dobrinja | - Schwechat Post - Kanti - Senica - Dinamo Tirana - Troon VC - Datovoc Tongeren - Vallentuna BK - Velika Gorica - Villebon - HAOK Mladost |

## Quarti di finale

### Squadre qualificate
| - Eczacıbaşı - Chieri - Datovoc Tongeren - Bayer Leverkusen |

## Final-four
La final four si è disputata a Torino ( Italia).

Le semifinali si sono giocate il 12 marzo mentre le finali per il terzo e il primo posto il 13 marzo.

### Finali 1º - 3º posto
|  | Semifinali       | Semifinali       | Semifinali       |                  |        | Finale 1º/2º posto | Finale 1º/2º posto | Finale 1º/2º posto |  |
|  |                  |                  |                  |                  |        |                    |                    |                    |  |
|  | Eczacıbaşı       | Eczacıbaşı       | 0                |                  |        |                    |                    |                    |  |
|  | Eczacıbaşı       | Eczacıbaşı       | 0                |                  |        |                    |                    |                    |  |
|  | Chieri           | Chieri           | 3                |                  |        |                    |                    |                    |  |
|  | Chieri           | Chieri           | 3                |                  | Chieri | Chieri             | 3                  |                    |  |
|  |                  |                  |                  |                  | Chieri | Chieri             | 3                  |                    |  |
|  |                  |                  | Bayer Leverkusen | Bayer Leverkusen | 0      |                    |                    |                    |  |
|  | Datovoc Tongeren | Datovoc Tongeren | Bayer Leverkusen | Bayer Leverkusen | 0      | 2                  |                    |                    |  |
|  | Datovoc Tongeren | Datovoc Tongeren |                  |                  |        | 2                  |                    |                    |  |
|  | Bayer Leverkusen | Bayer Leverkusen | 3                |                  |        | Finale 3º/4º posto | Finale 3º/4º posto | Finale 3º/4º posto |  |
|  | Bayer Leverkusen | Bayer Leverkusen | 3                |                  |        |                    |                    |                    |  |
|  |                  |                  |                  |                  |        |                    |                    |                    |  |
|  |                  |                  |                  |                  |        | Eczacıbaşı         | Eczacıbaşı         | 3                  |  |
|  |                  |                  |                  |                  |        | Eczacıbaşı         | Eczacıbaşı         | 3                  |  |
|  |                  |                  |                  |                  |        | Datovoc Tongeren   | Datovoc Tongeren   | 0                  |  |